# Schlosserhalle Trumau

Schlosserhalle in Trumau

Die Schlosserhalle Trumau steht an der Dr.-Theodor-Körner-Straße 55 in der Marktgemeinde Trumau im Bezirk Baden in Niederösterreich.

## Geschichte
Für die Planung einer neuen Schlosserei im Gewerbegebiet nördlich von Trumau beauftragte Uschi und Ernst Hofmann 1998 das Architekturbüro pool Architekten mit Christoph Lammerhuber, Axel Linemayr, Florian Wallnöfer und Evelyn Wurster, der Bau wurde von 1998 bis 2000 errichtet. 2009 die Schlosserhalle rückseitig in gleicher Form baulich verlängert.
Die Jury des Bauherrenpreises bemängelte 2000 das Fehlen einer Möblierung der Bar und deren Betrieb, der sich wohl bis heute nicht realisiert hat.

## Architektur
Die einfache blockartige Halle beinhaltet eine Schlosserei in Kombination mit einer Bar, welche tags als Aufenthaltsraum der Arbeiter dient. Die Halle wird durch eine freispannende Stahlrahmenkonstruktion gebildet und wurde innen mit Heraklith gedämmt und außen mit naturbelassenen rostenden Stahlplatten bekleidet, die großen quadratischen Fenster sind regelmäßig angeordnet und bündig in die Stahlfassade eingesetzt. Die Straßenfront hat eine schräge Plattform und Zugang zu einem möglichen Gastgarten.

## Anerkennungen
- Österreichischer Bauherrenpreis 2000 für die Bauherrschaft Uschi und Ernst Hofmann
- 2003: Anerkennung für vorbildliche Bauten des Landes Niederösterreich